# La copa de la vida
"La copa de la vida" är en sång, som sjöngs in på skiva av Ricky Martin. Den 3 mars 1998 blev den andra singel ut från albumet Vuelve. Den blev signaturmelodi till VM i fotboll 1998 i Frankrike, och toppade listorna i många länder världen över.
Under Grammygalan 1999 uppträdde Ricky Martins med sången, vilken senare kom på hans videoalbum The Ricky Martin Video Collection. För remix stod Pablo Flores.

## Musikvideo
Musikvideo spelades in 1998, under Wayne Ishams ledning,i Puerto Rico, och sändes första gången i april 1998.

## På listorna
Ricky Martin fick en av sina största framgångar någonsin. Den blev listetta i sex veckor i Australien, Frankrike och Sverige, i fyra veckor i Tyskland, två veckor i Spanien, och en vecka i Schweiz samt den vallonska delen av Belgien. Den handlade även bland de tio främsta i Norge, Österrike och Nederländerna. I USA gick den in på Billboard Hot 100, och låg som högst på 60:e plats. Men efter framgångarna med "Livin' la Vida Loca", återinträdde den på Billboard Hot 100 1999, och nådde då som främst 45:e plats. I Storbritannien nådde den som högst 29:e plats.
Singeln certifierades med platina- och guldskivor i många länder. Den sålde 563 000 exemplar i Frankrike, och fastän den släpptes flera år fore den digitala eran, sålde den i over 141 000 digitala exemplar i USA.

## Format och låtlistor
CD-singel, Europa
1. "La Copa de la Vida (albumversion) – 4:28
2. "La Copa de la Vida (spanskspråkig - radioversion) – 4:37

Maxisingel, CD, Europa
1. "The Cup of Life" – 4:28
2. "The Cup of Life" (Remix - Long Version) – 8:39
3. "La Copa de la Vida (spanskengelsk - radioversion) – 4:37
4. "La Copa de la Vida (albumversion) – 4:28

Maxisingel, CD, Storbritannien #1
1. "The Cup of Life" (engelsk radioversion) – 4:37
2. "The Cup of Life" (spanskengelskspråkig - radioversion) – 4:37
3. "The Cup of Life" (ursprunglig engelskspråkig version) – 4:31
4. "The Cup of Life" (Utökaad engelskspråkig version) – 8:39
5. "The Cup of Life" (Utökaad engelskspråkig version) – 8:39

Maxisingel, CD, Storbritannien #2
1. "The Cup of Life" (engelskspråkig radioversion) – 4:37
2. "The Cup of Life" (The Dub of Life Mix) – 7:44
3. "María" (spanskengelskspråkig radioversion) – 4:31
4. "María" (Jason Nevins Remix) – 3:45

 Maxisingel, CD, USA
1. "La Copa de la Vida (albumversion)
2. "La Copa de la Vida (spanskspråkig remix - Lång version)
3. "La Copa de la Vida (spanskengelskspråkig version - radioversion)
4. "The Cup of Life"

 Maxisingel, CD, USA
1. "The Cup of Life" (engelskspråkig radioversion) – 4:37
2. "The Cup of Life" (spanskspråkig radioversion) – 4:37
3. "The Cup of Life" (spanskengelskspråkig radioversion) – 4:37
4. "The Cup of Life" (The Dub of Life Mix) – 7:44
5. "María" (Jason Nevins Remix) – 3:45
6. "Maria" (spanskengelskspråkig radioversion) – 4:31

## Listplaceringar
| Lista (1998)                            | Högsta placering |
| --------------------------------------- | ---------------- |
| Australiens singellista                 | 1                |
| Österrikes singellista                  | 4                |
| Belgiens flamländska singellista        | 27               |
| Belgiens singellista för Vallonien      | 1                |
| Nederländernas singellista              | 8                |
| Finlands singellista                    | 11               |
| Finlands top 50-lista                   | 4                |
| Finlands spellista                      | 9                |
| Frankrikes singellista                  | 1                |
| Tysklands singellista                   | 1                |
| Japans Oricon-singellista               | 68               |
| Norges singellista                      | 2                |
| Spaniens singellista                    | 1                |
| Sveriges singellista                    | 1                |
| Schweiz singellista                     | 1                |
| Storbritanniens singellista             | 29               |
| USA:s Billboard Hot 100                 | 45               |
| USA:s Billboard Hot Dance Singles Sales | 4                |
| USA:s Billboard Hot Latin Songs         | 2                |
| USA:s Billboard Latin Pop Songs         | 2                |
| USA:s Billboard Tropical Songs          | 3                |
| Lista (1999)                            | Högsta placering |
| US Billboard Adult Pop Songs            | 40               |
| US Billboard Pop Songs                  | 18               |
| USA:s Billboard Rhythmic Top 40         | 27               |

| Lista (1998)                            | Position         |
| --------------------------------------- | ---------------- |
| Australiens singellista                 | 1                |
| Austrian Singles Chart                  | 35               |
| Belgiens flamländska singellista        | 100              |
| Belgiens vallonska singellista          | 7                |
| Nederländska Top 100-singlar            | 67               |
| Frankrikes singellista                  | 8                |
| Sveriges singellista                    | 5                |
| Schweiz singellista                     | 9                |
| USA:s Billboard Hot Dance Singles Sales | 10               |
| USA:s Billboard Hot Latin Songs         | 19               |
| Lista (1999)                            | Högsta placering |
| USA:s Billboard Hot Dance Singles Sales | 29               |

| Land          | Certifiering |
| ------------- | ------------ |
| Australien    | Platina      |
| Belgien       | Platina      |
| Frankrike     | Platina      |
| Tyskland      | Guld         |
| Nederländerna | Guld         |
| Norge         | Guld         |
| Sverige       | Platina      |
| Schweiz       | Guld         |